# Долне Стргаре
Долне Стргаре (словац. Dolné Strháre) — село, громада округу Вельки Кртіш, Банськобистрицький край, центральна Словаччина, регіон Новоград. Кадастрова площа громади — 17,71 км².
Населення 186 осіб (станом на 31 грудня 2017 року).

## Історія
Долне Стргаре вперше згадуються в 1244 році.

## Населення
| Рік:            | 1994. | 2004. | 2014.    | 2024.   |
| --------------- | ----- | ----- | -------- | ------- |
| Кількість осіб: | 170   | 170   | 188      | 201     |
| Різниця:        |       | +0 %  | +10,58 % | +6,91 % |

| Рік:            | 2023. | 2024.   |
| --------------- | ----- | ------- |
| Кількість осіб: | 206   | 201     |
| Різниця:        |       | -2,42 % |